# كينت أ. جوردن
كينت أ. جوردن (بالإنجليزية: Kent A. Jordan)‏ هو قاضي ومحامي أمريكي، ولد في 24 أكتوبر 1957 في West Point, New York ‏ في الولايات المتحدة.

## وصلات خارجية
- كينت أ. جوردن على موقع إن إن دي بي (الإنجليزية)